# Miguel Ángel Herrera
Miguel Ángel Herrera Equihua (Uruapan, 3 april 1989) is een Mexicaans voetballer die doorgaans als verdediger speelt. Hij stroomde in 2012 door vanuit de jeugd van Pachuca. Herrera debuteerde in 2014 in het Mexicaans voetbalelftal .

## Clubcarrière
Herrera begon zijn carrière in 2008 in de jeugd van CF Pachuca, in 2012 werd bij de eerste selectie gehaald. Zijn eerste wedstrijd voor Pachuca was de met 1–0 verloren bekerwedstrijd tegen Leones Negros op 25 juli 2012.
Hij maakte zijn competitiedebuut op 4 augustus 2012. In de verloren wedstrijd tegen Querétaro liet trainer Hugo Sánchez hem twaalf minuten voor tijd invallen voor Miguel Gerardo Velázquez. In zijn debuutseizoen speelde hij nog twee wedstrijden, waarbij hij beide keren in het basiselftal stond. In zijn tweede seizoen bij Pachuca werd Herrera na speelronde vijf centraal achterin een vaste keus.
Herrera maakte op 21 augustus 2012 zijn eerste doelpunt in het betaald voetbal in de bekerwedstrijd tegen La Piedad en zijn eerste competitiedoelpunt op 27 juli 2013 in de gewonnen wedstrijd tegen Tigres UANL.

## Interlandcarrière
In oktober 2013 werd Herrera voor het eerst opgeroepen voor het nationaal elftal van Mexico door bondscoach Miguel Herrera voor een vriendschappelijke wedstrijd tegen Finland en de intercontinentale play-off tegen Nieuw-Zeeland. In deze wedstrijden kwam hij geen minuut in actie.
In augustus 2014 werd Herrera weer opgeroepen voor vriendschappelijke wedstrijden tegen Chili en Bolivia. Zijn debuut maakte hij in de wedstrijd tegen Chili, waarin hij mocht starten en negentig minuten speelde. Bondscoach Herrera riep hem in juni 2015 op voor de CONCACAF Gold Cup 2015.
| Interlands van Miguel Ángel Herrera voor Mexico | Interlands van Miguel Ángel Herrera voor Mexico | Interlands van Miguel Ángel Herrera voor Mexico | Interlands van Miguel Ángel Herrera voor Mexico | Interlands van Miguel Ángel Herrera voor Mexico | Interlands van Miguel Ángel Herrera voor Mexico |
| №                                               | Datum                                           | Wedstrijd                                       | Uitslag                                         | Soort wedstrijd                                 | Doelpunten                                      |
| Als speler bij Pachuca                          | Als speler bij Pachuca                          | Als speler bij Pachuca                          | Als speler bij Pachuca                          | Als speler bij Pachuca                          | Als speler bij Pachuca                          |
| ----------------------------------------------- | ----------------------------------------------- | ----------------------------------------------- | ----------------------------------------------- | ----------------------------------------------- | ----------------------------------------------- |
| 1.                                              | 6 september 2014                                | Chili – Mexico                                  | 0 – 0                                           | Vriendschappelijk                               | 0                                               |
| 2.                                              | 12 oktober 2014                                 | Mexico – Panama                                 | 1 – 0                                           | Vriendschappelijk                               | 0                                               |
| 3.                                              | 12 november 2014                                | Nederland – Mexico                              | 2 – 3                                           | Vriendschappelijk                               | 0                                               |
| 4.                                              | 13 oktober 2015                                 | Mexico – Panama                                 | 1 – 0                                           | Vriendschappelijk                               | 0                                               |

1 Pozos ·
2 Velázquez ·
3 Torres ·
4 Mosquera ·
5 Navarro ·
6 Tesillo ·
7 López ·
9 González · 
10 Montes ·
11 Moreno ·
12 J. Rodríguez ·
13 Mejía ·
15 Durán ·
16 Meneses ·
17 Boselli  · 
18 Aquino ·
19 Díaz ·
20 Mascorro ·
21 Cerato ·
22 Herrera ·
23 Cornejo ·
24 O. Rodríguez ·
25 Yarbrough ·
27 Calero ·
30 Cota ·
31 C. González ·
35 I. González ·
Coach: Ambríz